# Ytrac
Ytrac is een gemeente in het Franse departement Cantal in de regio Auvergne-Rhône-Alpes. De gemeente telde 4.316 inwoners op 1 januari 2022. De plaats maakt deel uit van het arrondissement Aurillac.
Het kasteel van Ytrac was in oorsprong een versterkte buitenplaats die in de 15e eeuw torens kreeg. Andere kastelen in de gemeente zijn het Château de Lamartinie, het Château de Leybros en het Château d'Espinassol. De kerk Saint-Julien is van 1844 en verving een eerdere, 12e-eeuwse kerk.

## Geografie
De oppervlakte van Ytrac bedroeg op 1 januari 2022 38,37 vierkante kilometer; de bevolkingsdichtheid was toen 112,5 inwoners per km².
De Authre en de beek de Brunobre stromen door de gemeente. Het centrum ligt tussen van de valleien van de Authre en de Cère. Naast het centrum (Ytrac) omvat de gemeente ook de dorpen Bex en Espinat. In het zuiden van de gemeente ligt het bosgebied Forêt de Branviel.
De onderstaande kaart toont de ligging van Ytrac met de belangrijkste infrastructuur en aangrenzende gemeenten.

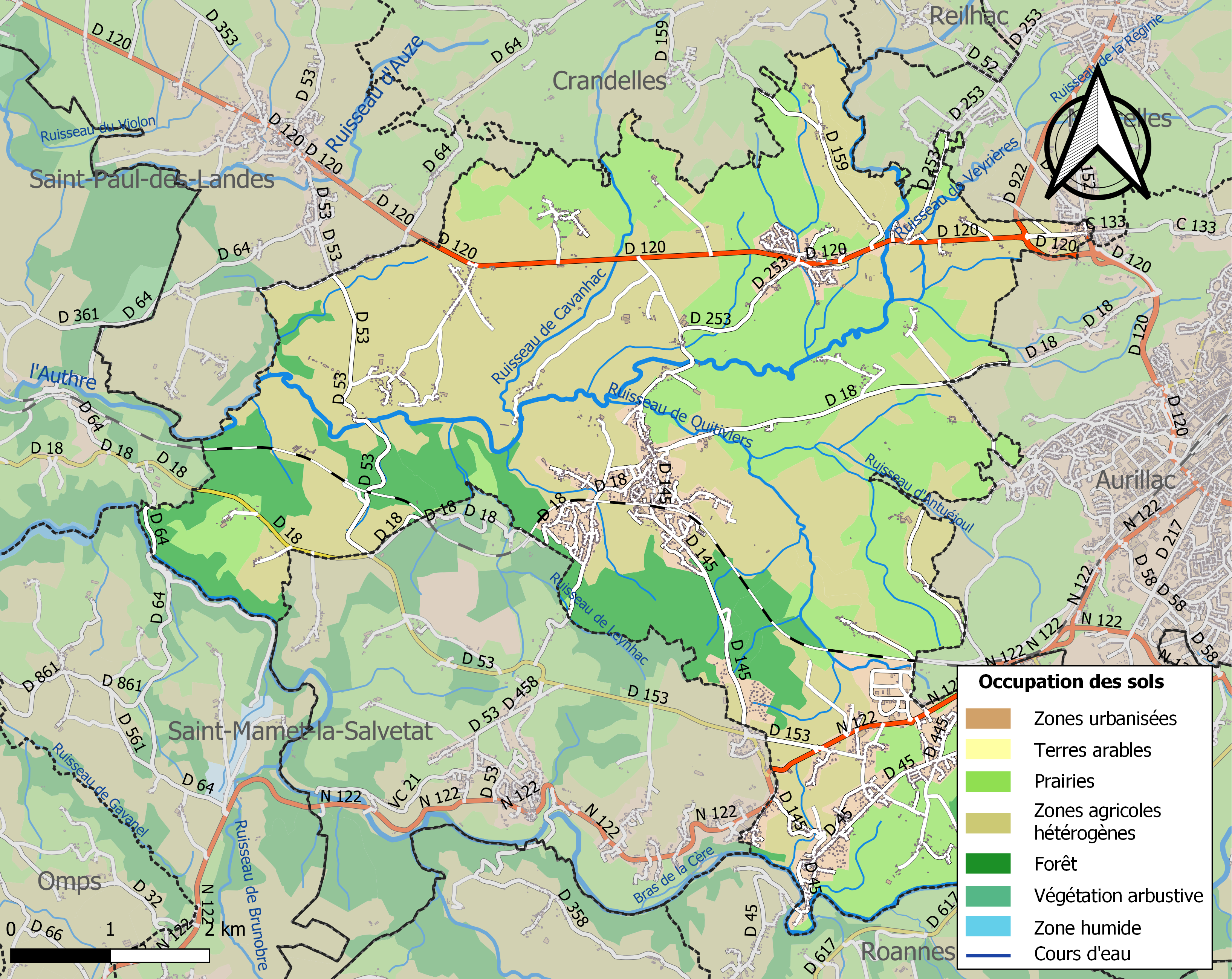

## Demografie
Onderstaande figuur toont het verloop van het inwonertal (bron: INSEE-tellingen).

Vanwege een beveiligingsprobleem met de MediaWiki Graph-software is het momenteel niet mogelijk deze grafiek weer te geven. Zodra de software is bijgewerkt zal de grafiek vanzelf weer zichtbaar worden.

## Geboren
- Antonin Magne (1904-1983), wielrenner en ploegleider